# NGC 6697
NGC 6697 је елиптична галаксија у сазвежђу Херкул која се налази на NGC листи објеката дубоког неба.
Деклинација објекта је + 25° 30' 46" а ректасцензија 18h 45m 14,9s. Привидна величина (магнитуда) објекта NGC 6697 износи 13,3 а фотографска магнитуда 14,3. NGC 6697 је још познат и под ознакама UGC 11349, MCG 4-44-14, CGCG 143-21, PGC 62354.